# ŽNK Glavice Sinj
ŽNK Glavice, ženski je nogometni klub iz Sinja.

## Povijest
Ženski nogometni klub Glavice osnovan je 31. siječnja 2011. godine.